# Mugilogobius notospilus
Mugilogobius notospilus är en fiskart som först beskrevs av Günther, 1877.  Mugilogobius notospilus ingår i släktet Mugilogobius och familjen smörbultsfiskar. IUCN kategoriserar arten globalt som livskraftig. Inga underarter finns listade i Catalogue of Life.